# Robert-und-Margret-Krick-Stiftung
Die Robert-und-Margret-Krick-Stiftung wurde im Jahr 1992 von  Robert und Margret Krick gegründet. Die Stiftung fördert karitativen Einrichtungen der Jugend- und Altenhilfe, des öffentlichen Gesundheitswesen – vor allen Dingen der Krebsvorsorge – und des Wohlfahrtwesens zur Unterstützung hilfsbedürftiger Personen in der Stadt Würzburg.

## Geförderte Einrichtungen
Unter anderem wurden folgende Projekte/Institutionen von der Robert-und-Margret-Krick-Stiftung unterstützt:
- Stiftung des Robert-Krick-Wohnstifts: Seniorenwohnstift mit 84 Appartements in der Sonnenstraße in Würzburg. Dies stellte die wirtschaftlich bedeutendste Zustiftung in der Geschichte des Bürgerspitals zum Heiligen Geist in Würzburg dar.[2]
- Ausbau der Villa Kunterbunt: Übernachtungsmöglichkeit für Eltern schwer kranker Kinder in der Nähe der Uni-Klinik Würzburg
- Stationäres Hospiz des Juliusspital[3]
- Unterstützung bei der Schaffung 13 neuer Pflegeplätze im Seniorenheim Ehehaltenhaus/St. Nikolaus der Stiftung Bürgerspital und der Station „Hans Franke“ in der Geriatrischen Reha-Klinik des Geriatriezentrums der Stiftung Bürgerspital
- Unterstützung der Christiane-Herzog-Ambulanz und neuer Therapieansätze in der Hirntumorbehandlung
- Unterstützung bei der Erneuerung der Orgel in der St. Nikolaus-Kapelle des Ehehaltenhauses in Würzburg
- Unterstützung der Straßensozialarbeit der Diakonie, des Vereins „Aktive Hilfe e.V.“ und des Selbsthilfefördervereins
- Stiftung des sog. Krick-Pavillons an der Kinder- und Jugendpsychiatrie der Universitätsklinikum Würzburg (Übernachtungsmöglichkeit für Eltern)